# Semachrysa claggi
Semachrysa claggi is een insect uit de familie van de gaasvliegen (Chrysopidae), die tot de orde netvleugeligen (Neuroptera) behoort. 
Semachrysa claggi is voor het eerst wetenschappelijk beschreven door Banks in 1937.